# 오가와 요코
오가와 요코(일본어: 小川洋子 おがわ ようこ, 1962년 3월 30일 ~ )은 일본의 소설가이다. 그의 독특한 문체 및 세계관은, 정적이면서도 기품이 있고, 관능적이라는 평가를 얻고 있다.
오카야마현 오카야마시 출신이며, 결혼 전 성은 혼고(本郷)이다. 오카야먀 현립 오카야마 아사히(岡山朝日) 고등학교 및 와세다 대학 제1문학부 문예과를 졸업하였다. 혼야대상(本屋大賞)을 수상한 그의 작품 《박사가 사랑했던 수식》(博士の愛した数式)이 일본 국내에서 영화로 제작되었으며, 《약지의 표본》은 프랑스에서 영화로 제작되었다.
2007년 7월 제137회부터 아쿠타가와 상 심사위원으로 참가하고 있으며, 2008년부터 미시마 유키오 상(三島由紀夫賞) 심사위원, 다자이 오사무 상(太宰治賞) 심사위원, 신초 신인상(新潮新人賞) 심사위원 등을 맡게 되는 등, 일본 문단에서 중견의 지위를 굳히고 있다.

## 약력
- 1988년 《호랑나비가 부스러질 때》(揚羽蝶が壊れる時)로 가이엔 신인문학상(海燕新人文学賞)을 수상함.
- 1991년 《임신 캘린더》(妊娠カレンダー)로 아쿠타가와 상을 수상함.
- 2004년 《박사가 사랑한 수식》(博士の愛した数式)로 요미우리 문학상(読売文学賞), 혼야 대상을 수상함.
- 2004년 《브라프만의 매장》(ブラフマンの埋葬)로 이즈미쿄카 문학상(泉鏡花文学賞)을 수상함.
- 2006년 《미나의 진행》(ミーナの行進)로 다니자키 준이치로 상(谷崎潤一郎賞)을 수상함.

## 작품

### 소설
- 《완벽한 병원》(完璧な病室)(1991년)
- 《식지 않는 홍차》(冷めない紅茶)(1990년)
- 《임신 캘린더》(妊娠カレンダー)
- 《여백의 사랑》(余白の愛)(1993년)
- 《슈거 타임》(シュガータイム)(1994년)
- 《안젤리나》(アンジェリーナ)(1997년)
- 《비밀스런 결정》(密やかな結晶)(1994년)
- 《약지의 표본》(薬指の標本)(1998}})
- 《자수를 놓는 소녀》(刺繍する少女)(1996년)
- 《상냥한 하소연》(やさしい訴え)(1996년)
- 《호텔 아이리스》(ホテル・アイリス)(1996년)
- 《과묵한 시체, 음란한 장례》(寡黙な死骸 みだらな弔い)(1998년)
- 《얼어붙은 향기》(凍りついた香り)(1998년)
- 《침묵 박물관》(沈黙博物館)(2000년)
- 《우연의 축복》(偶然の祝福)(2000년)
- 《눈꺼풀》(まぶた)(2001년)
- 《귀부인A의 소생》(貴婦人Aの蘇生)(2002년)
- 《박사가 사랑한 수식》(博士の愛した数式)(2003년)
- 《브라프만의 매장》(ブラフマンの埋葬)(2004년)
- 《미나의 행진》(ミーナの行進)(2006년)
- 《옛날이야기의 분실물》(おとぎ話の忘れ物)(2006년)
- 《바다》(海)(2006년)
- 《처음의 문학》(はじめての文学)(2007년 6월)
- 《고양이를 안고 코끼리와 헤엄치다》(猫を抱いて象と泳ぐ)(2009년)

### 소설(문선집)
- 《가이드(ガイド)》- 2001년 가도카와 서점에서 발간된 《New History 거리 이야기》(New History 街の物語) - 오가와 요코·사이몬 후미(柴門ふみ)·하라다 무네노리(原田宗典)·모리타 류지(盛田隆二) 씀 - 에 실림(2001년)
- 《전화 아티스트의 조카(電話アーティストの甥)》 (2005년)
- 《전화 아티스트의 연인(電話アーティストの恋人)》 (2005년)
- 《요리교실(お料理教室)》 (2007년)

### 에세이
- 《요정이 내려온 밤》(妖精が舞い降りる夜) 가도카와 서점 ISBN 4-04-341002-6 (1993년)
- 《안네 프랑크의 기억》 (アンネ・フランクの記憶) 가도카와 서점 ISBN 4-04-341003-4 (1997년)
- 《마음 속 깊은 곳에서》(深き心の底より) (1999년)
- 《세상의 아름다운 수학 입문》(世にも美しい数学入門) (2005년)
- 《개의 꼬리를 어루만지며》(犬のしっぽを撫でながら) (2006년)
- 《박사가 준 선물》(博士がくれた贈り物) (2006년)
- 《이야기의 역할》(物語の役割) (2007년)

### 대화집
- 《오가와 요코 대화집》(小川洋子対話集) (2007년)

### 번역
- 《첫사랑》(はつ恋) - 이완 투르게네프著 (2003년)

### 해설
- 《덧없는 나날》(うたかたの日々)- 보리스 비앙 씀 ISBN 4-15-120014-2 (2002년)